# Velarifictorus longifrons
Velarifictorus longifrons är en insektsart som först beskrevs av Lucien Chopard 1969.  Velarifictorus longifrons ingår i släktet Velarifictorus och familjen syrsor. Inga underarter finns listade i Catalogue of Life.